# 松井くらら
松井 くらら（まつい くらら、1992年8月28日 - ）は、元福岡放送 (FBS) アナウンサー、元サイバーエージェント広報&IR担当。

## 来歴・人物
東京都出身。慶應義塾大学法学部卒業。
2011年より4年間、日本テレビイベントコンパニオン28期生として活動していたことから、日テレの番組に本名及び顔出しで出演するようになった。『Oha!4 NEWS LIVE』では金曜日アシスタントを半年間務め、また深夜バラエティ『月曜から夜ふかし』では初代アシスタントを3年間務めた。
2015年4月、福岡放送入社。同期入社は石川愛（2020年12月退職後、フリー転身）、元木寛人。
2018年4月、福岡放送退社。同年サイバーエージェント入社。
2019年12月、当時福岡放送でアナウンサーをしていた豊原慎二と結婚した。

## 出演番組

### 学生時代
- 月曜から夜ふかし（2012年4月 - 2015年3月）初代番組アシスタント - 通称「愛人」。
- Oha!4 NEWS LIVE（日テレNEWS24制作・日本テレビ系列、2012年10月5日 - 2013年3月29日）金曜日担当アシスタント

### 福岡放送入社後
- わくわく農園（2015年10月3日 - 2016年） - MC
- 情報ライブ ミヤネ屋（読売テレビ制作・日本テレビ系列、2017年9月14日） - アシスタント代理
- バリはやッ!⇒バリはやッ!ZIP! （2015年9月28日 - 2018年3月28日）火・水曜日ニュース及び特集コーナー担当[4]（2017年9月迄は月 - 水曜日ニュース及び特集コーナー担当） ※番組では2017年9月迄「松井くららの月曜から早起き」のコーナーを担当していた。
- めんたいワイド（2015年 - 2018年3月末） - リポーター（主に金曜日担当）